# Jordi Escura
Jordi Escura Aixàs (*Andorra la Vieja, Andorra, 19 de abril de 1980) es un exfutbolista internacional andorrano que jugaba de defensa. Jugó 66 partidos con la Selección de fútbol de Andorra, debutando el 3 de junio de 1998 contra la Selección de fútbol de Brasil.
Integrante del 11 ideal de la Selección de fútbol de Andorra de todos los tiempos por la IFFHS
Fisioterapeuta (2001), readaptador y preparador físico licenciado (2005)
A partir de la temporada 2011/12 es también uno de los tres fisioterapeutas con los que cuenta el RCDEspanyol para su primer equipo. Anteriormente había desarrollado esta labor en la Unió Esportiva Lleida desde 2005 hasta 2011, año de desaparición de la institución.
En la temporada 2013 ficha por el Buriram United F.C. de la Thai League como jefe de los Servicios Médicos con el que ganan la Liga, la Copa de la Liga y la Toyota Cup. En 2015 pasa a colaborar con Suphanburi F.C. también de Tailandia con quien acaban terceros obteniendo plaza para la previa de la Champions League asiática. 
Desde 2016 hasta 2020 se encarga junto a Erica Hernández López de los Servicios Médicos y la prevención y recuperación de los jugadores del Qingdao Huanghai F.C. de la China League One. La temporada 2019 consiguen el ascenso a Superliga de China. 
En diciembre de 2020, junto a Erica Hernández López firma por el Cangzhou Mighty Lions de la Superliga de China como Responsable de Rendimiento y Optimización de los jugadores
A finales de 2021 firma por la Selección femenina de fútbol de Ucrania junto al entrenador Lluís Cortés ejerciendo de preparador físico
También ha trabajado como docente en la Universidad de Lérida y la Universidad San Jorge impartiendo asignaturas en sus grados de Fisioterapia y Ciencias de la Actividad Física y el Deporte.

## Selección nacional
Ha sido internacional con la Selección de fútbol de Andorra en sesenta y seis ocasiones. Debutó el 3 de junio de 1998 contra Brasil, partido que finalizó 0-3 a favor de los sudamericanos.

## Galería

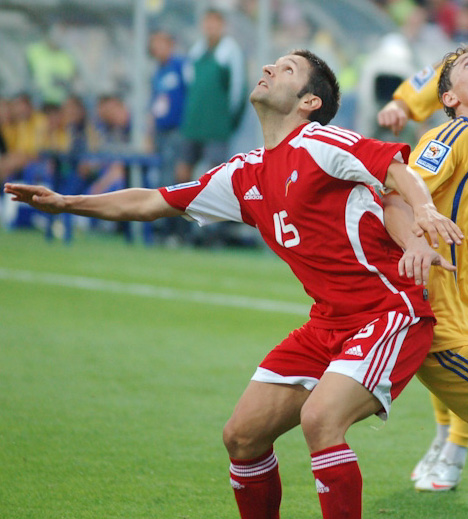
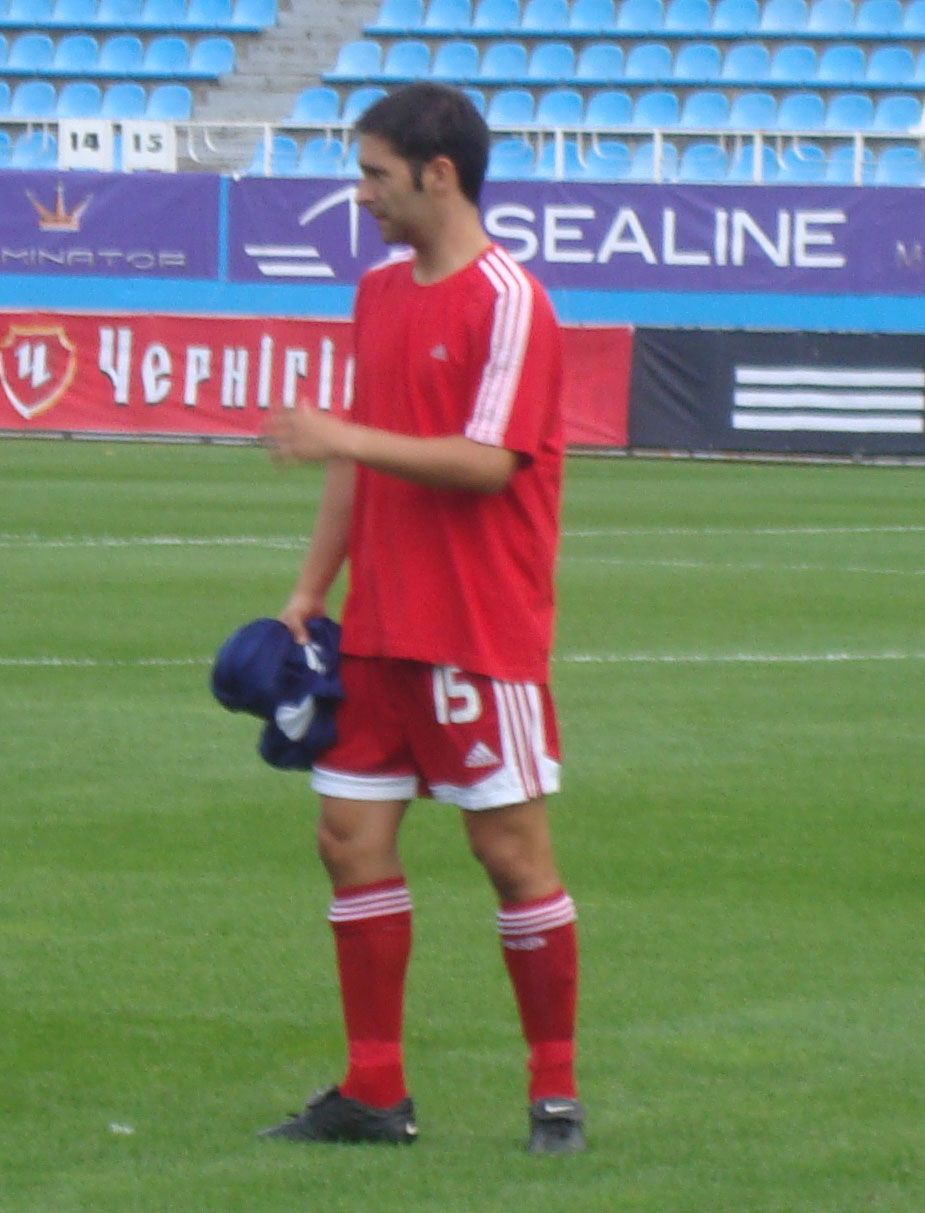

## Clubes
| Club                               | País    | Temporadas          |
| ---------------------------------- | ------- | ------------------- |
| Club Esportiu Europa               | España  | 1997/98 a 2000/01   |
| Futbol Club Andorra                | Andorra | 2001/02             |
| CFJE Ascó                          | España  | 2002/03             |
| Club Esportiu Europa               | España  | 2003/04             |
| Club de Fútbol Joventut Mollerussa | España  | 2004/05             |
| Club Deportivo Benavente           | España  | 2005/06 a 2008/09   |
| Club de Futbol Balaguer            | España  | 2009/10             |
| Futbol Club Alcarràs               | España  | 2009/10 a 2010/2011 |